# Lois Weber
Lois Weber (* 13. Juni 1879

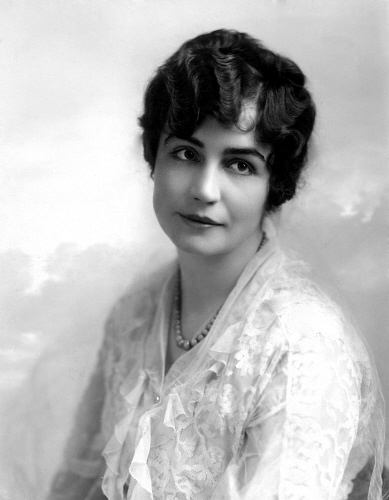
Lois Weber (1921)

in Allegheny, Pennsylvania; † 13. November 1939 in Hollywood, Los Angeles, Kalifornien) war eine US-amerikanische Filmregisseurin.

## Leben
Lois Weber kam aus gutbürgerlichem Hause. Sie spielte Klavier, lief jedoch von zu Hause fort, um ein Gesangsstudium in New York City zu beginnen. Um die Verhältnisse von armen Menschen kennenzulernen, arbeitete sie in den Armenvierteln in New York und Pittsburgh als Missionarin. Sie predigte auf der Straße und sang kirchliche Lieder. 1905 kam sie als Schauspielerin zum Film und lernte ihren künftigen Ehemann Phillips Smalley kennen. 1906 heirateten sie. Neben dem Schauspiel begann Weber auch als Drehbuchautorin und Regieassistentin für Gaumont zu arbeiten. Ihre Vorgesetzte bei Gaumont, Alice Guy-Blaché, ermutigte Weber darin, weiter Filme zu drehen. 1911 begann sie zusammen mit ihrem Mann als Regisseurin und Drehbuchautorin Filme zu produzieren. Im zehnminütigen Kurzfilm Suspense (1913) nutzten sie zur Darstellung von Gleichzeitigkeit das visuell innovative Element der Split-Screen-Technik mit drei Szenen auf einem Bild – wie bereits 1910 die dänische Produktion Die weiße Sklavin – und gehörten damit zur künstlerischen Avantgarde des US-amerikanischen Films.
1914 entstand mit der Verfilmung von Der Kaufmann von Venedig der erste Langspielfilm der Filmgeschichte, bei dem eine Frau Regie führte. Ihre Filme waren geprägt von sozialen Themen, die kontrovers erzählt wurden und dennoch Erfolg an den Kinokassen hatten. 1916 wechselte sie von der Gaumont Film Company zu den Universal Studios und wurde Universals höchstbezahlter Regisseur. In dieser Zeit war der später berühmte John Ford einer ihrer Assistenten. 1917 gründete sie eine eigene Filmproduktionsfirma: die Lois Weber Productions. Ihr erfolgreichster Film aus dieser Zeit war The Blot (1921) mit Claire Windsor und Louis Calhern in den Hauptrollen.
In den 1920er Jahren bekam ihre Karriere dann jedoch einen Knick. Zunächst ließ sie sich von ihrem alkoholkranken Ehemann scheiden und erlitt einen Nervenzusammenbruch. Ihre Filme hatten in den 1920er Jahren auch nicht mehr den Erfolg, den sie noch in den Jahren bei Universal hatten. 1926 heiratete sie ein zweites Mal. Diese Ehe wurde 1935 geschieden. Lois Weber drehte 1927 ihren letzten Stummfilm. 1934 versuchte sie ein Comeback mit dem Tonfilm White Heat, der jedoch ein Misserfolg war. Anschließend arbeitete sie noch als Script Doctor für Universal und starb verarmt 1939 im Alter von 60 Jahren.

## Filmografie (Auswahl)
- 1912: The Fine Feathers
- 1912: Leaves in the Storm
- 1912: A Japanese Idyll
- 1913: Suspense
- 1913: The Jew’s Christmas
- 1914: The Merchant of Venice
- 1915: Hypocrites
- 1916: Where Are My Children?
- 1916: Shoes
- 1916: The Dumb Girl of Portici
- 1917: The Hand That Rocks the Cradle
- 1921: Too Wise Wives
- 1921: The Blot
- 1923: A Chapter in Her Life
- 1927: Sensation Seekers
- 1934: White Heat